# Mongkol Na Songkhla
Mongkol Na Songkhla (Bangkok, 16 de enero de 1941-Ibidem, 11 de diciembre de 2020) fue un médico y político tailandés. 

## Vida
Fue ministro de Salud de Tailandia en el Gobierno interino de Tailandia bajo control militar. Fue nombrado por el primer ministro Surayud Chulanont y juró su cargo el 9 de octubre de 2006. En febrero de 2008 fue reemplazado por Chaiya Sasomsab.
Entre las medidas que tomó, las más destacables fueron el programa universal de salud pública 30-baht completamente gratuito; tras las críticas de la Oficina de Presupuesto, el gobierno recortó el presupuesto del programa de salud desde un subsidio de 2.089 baht per cápita, comparado con los 1.899 baht propuestos anteriormente. Aquellos que eran elegibles para el subsidio fueron reducidos de 48 millones a 46 millones.
Otra de las medidas conocidas durante su mandato fue la emisión de licencias para producir varios medicamentos patentados. Entre los medicamentos incluidos se encuentran las drogas para el tratamiento del HIV/sida efavirenz y lopinavir/ritonavir, además del clopidogrel para el tratamiento de enfermedades coronarias.
Mongkol también propuso la prohibición de la emisión de propaganda sobre alcohol en Tailandia. Aunque la prohibición no fue firmada por el rey Bhumibol Adulyadej, la prohibición se cumplió de forma voluntaria por las televisiones, radios y editoriales. La prohibición fue criticada por las compañías de bebidas alcohólicas y por la rama de la publicidad por sus efectos negativos sobre el comercio.
Mongkol era miembro de la familia Songkhla, que son de origen chino y que mantuvo buenas relaciones con las élites burocráticas durante los siglos XVIII y XIX. El clan Na Songkhla traza sus orígenes a Chin Yiang Sae Hao, el fundador del clan, que emigró desde la provincia de Fujian a Siam en 1750 y estableció su influencia política en la provincia de Songkhla.

## Fallecimiento
Mongkol Na Songkhla falleció a los setenta y nueve años el 11 de diciembre de 2020 a causa de un cáncer renal avanzado.